# REAPER
REAPER (viết tắt của Rapid Environment for Audio Production, Engineering and Recording) là một máy trạm âm thanh kỹ thuật số cho macOS và Windows được tạo bởi Cockos.

## Giấy phép
REAPER cung cấp thời gian đánh giá 60 ngày miễn phí, đầy đủ chức năng. Để sử dụng thêm, hai giấy phép có sẵn - một giấy phép thương mại và một giấy phép giảm giá. Chúng giống hệt nhau về các tính năng và chỉ khác nhau về giá cả và người sử dụng, với giấy phép giảm giá được cung cấp cho mục đích sử dụng tư nhân, trường học và doanh nghiệp nhỏ.
Bất kỳ giấy phép trả phí nào cũng bao gồm phiên bản hiện tại với tất cả các bản cập nhật trong tương lai và nâng cấp miễn phí lên phiên bản chính tiếp theo và tất cả các bản cập nhật tiếp theo, khi chúng được phát hành. Bất kỳ giấy phép nào cũng hợp lệ cho tất cả các cấu hình (x64 và x86) và cho phép cài đặt nhiều lần, miễn là nó đang được chạy trên một máy tính tại một thời điểm.

## Lịch sử phiên bản
- Bản phát hành công khai đầu tiên dưới dạng phần mềm miễn phí– 23 tháng 12 năm 2005  2005[1] as freeware[2]
- 1.0 – 23 tháng 8 năm 2006 dưới dạng phần mềm chia sẻ[3] as shareware
- 2.0 – 10 tháng 10 năm 2007
  - 2.43 –  30 tháng 7 năm 2008: Beta Mac OS X và Windows x64 hỗ trợ[4]
  - 2.56 –  2 tháng 3 năm 2009: Hoàn thiện các cổng Mac OS X và Windows x64[4]
- 3.0 – 22 tháng 5 năm 2009
- 4.0 – 3 tháng 8 năm 2011
  - Bắt đầu hỗ trợ cho Linux[5]
- 5.0 –  12 tháng 8 năm 2015
  - Hỗ trợ, Kiểm tra chất lượng cho hệ điều hành LInux[6][7]
  - Hỗ trợ VST3
  - 5.20 -17 tháng 5 năm 2016: Trình chỉnh sửa ký hiệu MIDI
  - 5.93 - July 17, 2018: Ngày 17 tháng 7 năm 2018: Bản Build Linux công khai đầu tiên được phát hành[8]
- 6.0 –  3 tháng 12 năm 2019
  - 6.71 - November 28, 2022:  28 tháng 11 năm 2022: Hỗ trợ plugin CLAP